# Elżbieta Sobczak
Elżbieta Lilianna Sobczak (ur. 7 listopada 1961 w Jeleniej Górze) – polska ekonomistka, dr hab. nauk ekonomicznych, profesor nadzwyczajny i kierownik Katedry Gospodarki Regionalnej Wydziału Ekonomii i Finansów Uniwersytetu Ekonomicznego we Wrocławiu.

## Życiorys
W 1985 ukończyła studia ekonomiki i organizacji produkcji w Akademii Ekonomicznej im. Oskara Langego we Wrocławiu, 25 czerwca 1993 obroniła pracę doktorską Struktura handlu zagranicznego a poziom dochodu narodowego wybranych państw świata (studium metodologiczno-empiryczne), 2 grudnia 2011  habilitowała się na podstawie pracy zatytułowanej Segmentacja rynków zagranicznych.
Jest zatrudniona na stanowisku profesora nadzwyczajnego i kierownika w Katedrze Gospodarki Regionalnej na Wydziale Ekonomii i Finansów Uniwersytetu Ekonomicznego we Wrocławiu.
Była prodziekanem i dziekanem na Wydziale Ekonomii, Zarządzania i Turystyki Uniwersytetu Ekonomicznego we Wrocławiu.